# Casa Isidre Sicart i Soler
La casa Isidre Sicart i Soler és un edifici situat als carrers d'Avinyó 27-29 i de la Comtessa de Sobradiel, 2 de Barcelona, catalogat com a bé amb elements d'interès (categoria C).

## Història
El 1859, l'indià de Vilanova i la Geltrú Isidre Sicart i Soler (†1868) va adquirir a Manuel de Compte i Ferran un dels solars resultants de la parcel·lació del Palau Reial Menor, i tot seguit, va encarregar-ne el projecte a l'arquitecte Elies Rogent.
Casat amb Josepa Torrents i Higuero, va ser succeït pel seu fill Isidre Sicart i Torrents, que el 1875 va rebre el títol de comte de Sicart de mans del papa Pius IX. La seva germana Josepa es va casar amb Carles de Llança i de Carballo.

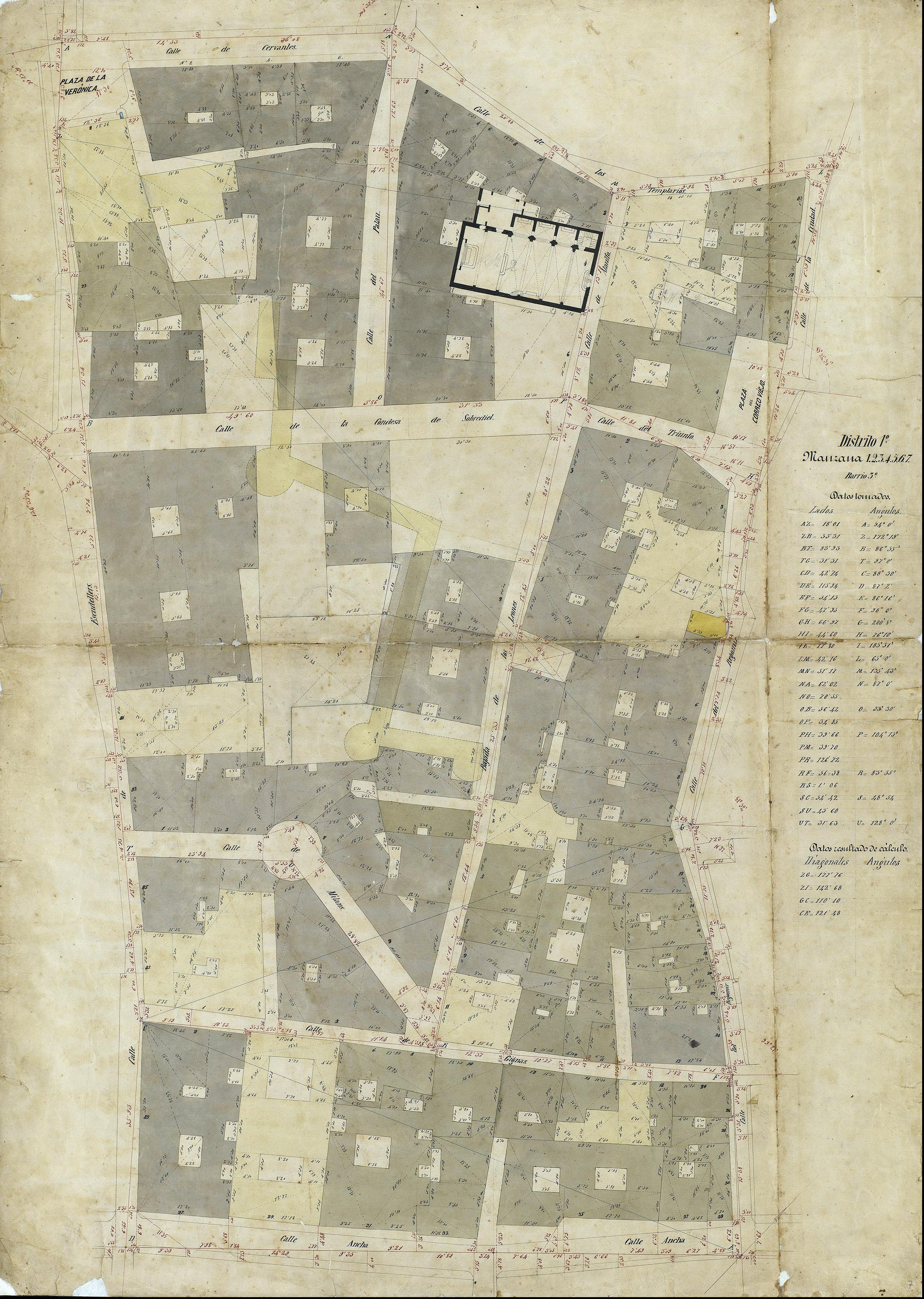
Quarteró núm. 7 de Garriga i Roca (c. 1860)

## Descripció
De planta baixa i quatre pisos, la seva tipologia s'allunya del palau urbà i té set celoberts, dos dels quals tenen galeries i l'escala que mena a la planta noble. Els baixos tenen un parament especejament horitzontal d'estuc imitant carreus de pedra, que emmarca els finestrals i que es repeteix a la planta baixa i a la cantonada arrodonida. La planta noble o pis principal té un balcó corregut, i els altres pisos individuals, d'amplada decreixent en alçada.